# Liste des monuments historiques protégés en 2008
Cet article recense les monuments historiques français classés ou inscrits en 2008.

## Protections
| Édifice                                                         | Commune                             | Département          | Région                     | Protection | Base Mérimée                         | Coordonnées                         | Image |
| --------------------------------------------------------------- | ----------------------------------- | -------------------- | -------------------------- | ---------- | ------------------------------------ | ----------------------------------- | ----- |
| Église Saint-Marcel                                             | Bouligneux                          | Ain                  | Auvergne-Rhône-Alpes       | inscrit    | « PA00116317 », notice no PA00116317 | 46° 01′ 22″ nord, 4° 59′ 26″ est    |       |
| Église Saint-Étienne                                            | Frans                               | Ain                  | Auvergne-Rhône-Alpes       | inscrit    | « PA00116404 », notice no PA00116404 | 45° 59′ 27″ nord, 4° 46′ 24″ est    |       |
| Église Saint-Symphorien d'Illiat                                | Illiat                              | Ain                  | Auvergne-Rhône-Alpes       | inscrit    | « PA01000026 », notice no PA01000026 | 46° 11′ 23″ nord, 4° 53′ 19″ est    |       |
| Église Saint-Pierre du Plantay                                  | Le Plantay                          | Ain                  | Auvergne-Rhône-Alpes       | inscrit    | « PA01000027 », notice no PA01000027 | 46° 01′ 28″ nord, 5° 05′ 16″ est    |       |
| Église Notre-Dame                                               | Pont-de-Veyle                       | Ain                  | Auvergne-Rhône-Alpes       | inscrit    | « PA01000028 », notice no PA01000028 | 46° 15′ 49″ nord, 4° 53′ 21″ est    |       |
| Église Saint-Laurent                                            | Val-Revermont                       | Ain                  | Auvergne-Rhône-Alpes       | inscrit    | « PA01000029 », notice no PA01000029 | 46° 19′ 24″ nord, 5° 23′ 06″ est    |       |
| Château de Loyes                                                | Villieu-Loyes-Mollon                | Ain                  | Auvergne-Rhône-Alpes       | inscrit    | « PA01000030 », notice no PA01000030 | 45° 55′ 36″ nord, 5° 13′ 50″ est    |       |
| Château d'Arrancy                                               | Arrancy                             | Aisne                | Hauts-de-France            | inscrit    | « PA02000077 », notice no PA02000077 | 49° 29′ 33″ nord, 3° 45′ 26″ est    |       |
| Château de Guise                                                | Guise                               | Aisne                | Hauts-de-France            | classé     | « PA00115693 », notice no PA00115693 | 49° 53′ 46″ nord, 3° 37′ 23″ est    |       |
| Propriété Castellant                                            | Largny-sur-Automne                  | Aisne                | Hauts-de-France            | inscrit    | « PA02000078 », notice no PA02000078 | 49° 15′ 33″ nord, 3° 02′ 07″ est    |       |
| Château de Puisieux-et-Clanlieu                                 | Puisieux-et-Clanlieu                | Aisne                | Hauts-de-France            | inscrit    | « PA02000075 », notice no PA02000075 | 49° 51′ 22″ nord, 3° 40′ 35″ est    |       |
| Prieuré de Saint-Thomas                                         | Saint-Thomas                        | Aisne                | Hauts-de-France            | inscrit    | « PA00115918 », notice no PA00115918 | 49° 29′ 49″ nord, 3° 49′ 14″ est    |       |
| Salle des Feuillants                                            | Soissons                            | Aisne                | Hauts-de-France            | inscrit    | « PA02000076 », notice no PA02000076 | 49° 22′ 45″ nord, 3° 19′ 46″ est    |       |
| Glacière de Villers-Cotterêts                                   | Villers-Cotterêts                   | Aisne                | Hauts-de-France            | inscrit    | « PA02000074 », notice no PA02000074 | 49° 15′ 23″ nord, 3° 05′ 16″ est    |       |
| Grange de Raclat                                                | Beaulon                             | Allier               | Auvergne-Rhône-Alpes       | inscrit    | « PA03000033 », notice no PA03000033 | 46° 35′ 15″ nord, 3° 42′ 07″ est    |       |
| Château des Chevennes                                           | Chapeau                             | Allier               | Auvergne-Rhône-Alpes       | inscrit    | « PA03000034 », notice no PA03000034 | 46° 30′ 26″ nord, 3° 32′ 53″ est    |       |
| Hôtel Vic de Pontgibaud                                         | Moulins                             | Allier               | Auvergne-Rhône-Alpes       | inscrit    | « PA00093208 », notice no PA00093208 | 46° 34′ 11″ nord, 3° 19′ 47″ est    |       |
| Château de Saligny                                              | Saligny-sur-Roudon                  | Allier               | Auvergne-Rhône-Alpes       | inscrit    | « PA00093294 », notice no PA00093294 | 46° 28′ 14″ nord, 3° 45′ 15″ est    |       |
| Cheminées d'usine                                               | Aubin                               | Aveyron              | Occitanie                  | inscrit    | « PA12000046 », notice no PA12000046 | 44° 31′ 33″ nord, 2° 15′ 40″ est    |       |
| Église Notre-Dame                                               | Saint-Laurent-d'Olt                 | Aveyron              | Occitanie                  | inscrit    | « PA12000045 », notice no PA12000045 | 44° 26′ 54″ nord, 3° 07′ 13″ est    |       |
| Ferme-château Le Bel                                            | Lampertsloch                        | Bas-Rhin             | Grand Est                  | inscrit    | « PA67000075 », notice no PA67000075 | 48° 56′ 40″ nord, 7° 49′ 51″ est    |       |
| Château de Landsberg                                            | Niedernai                           | Bas-Rhin             | Grand Est                  | inscrit    | « PA67000076 », notice no PA67000076 | 48° 27′ 01″ nord, 7° 31′ 03″ est    |       |
| Grande brasserie de la Patrie Schutzenberger                    | Schiltigheim                        | Bas-Rhin             | Grand Est                  | inscrit    | « PA67000077 », notice no PA67000077 | 48° 36′ 04″ nord, 7° 44′ 52″ est    |       |
| Pfälzerhaus                                                     | Strasbourg                          | Bas-Rhin             | Grand Est                  | inscrit    | « PA67000078 », notice no PA67000078 | 48° 35′ 06″ nord, 7° 45′ 20″ est    |       |
| Villa Stempel                                                   | Strasbourg                          | Bas-Rhin             | Grand Est                  | inscrit    | « PA67000079 », notice no PA67000079 | 48° 35′ 20″ nord, 7° 45′ 54″ est    |       |
| Maison Stern                                                    | Wissembourg                         | Bas-Rhin             | Grand Est                  | inscrit    | « PA67000080 », notice no PA67000080 | 49° 02′ 19″ nord, 7° 56′ 39″ est    |       |
| Manoir de la Bruyère                                            | Auvillars                           | Calvados             | Normandie                  | inscrit    | « PA00111027 », notice no PA00111027 | 49° 11′ 24″ nord, 0° 04′ 13″ est    |       |
| Jardin public                                                   | Bayeux                              | Calvados             | Normandie                  | inscrit    | « PA14000077 », notice no PA14000077 | 49° 17′ 08″ nord, 0° 43′ 03″ ouest  |       |
| Maison du 10 rue Haldot à Caen                                  | Caen                                | Calvados             | Normandie                  | inscrit    | « PA14000078 », notice no PA14000078 | 49° 11′ 19″ nord, 0° 22′ 02″ ouest  |       |
| Maison Charbonnier                                              | Caen                                | Calvados             | Normandie                  | inscrit    | « PA14000079 », notice no PA14000079 | 49° 11′ 00″ nord, 0° 22′ 08″ ouest  |       |
| Château de Juvigny-sur-Seulles                                  | Juvigny-sur-Seulles                 | Calvados             | Normandie                  | inscrit    | « PA00111462 », notice no PA00111462 | 49° 09′ 21″ nord, 0° 36′ 46″ ouest  |       |
| Château de Manneville                                           | Lantheuil                           | Calvados             | Normandie                  | classé     | « PA00111465 », notice no PA00111465 | 49° 16′ 01″ nord, 0° 31′ 42″ ouest  |       |
| Église Saint-Michel                                             | Pont-l'Évêque                       | Calvados             | Normandie                  | classé     | « PA00111605 », notice no PA00111605 | 49° 17′ 11″ nord, 0° 11′ 05″ est    |       |
| Abbaye du Val-Richer                                            | Saint-Ouen-le-Pin                   | Calvados             | Normandie                  | inscrit    | « PA00111836 », notice no PA00111836 | 49° 09′ 39″ nord, 0° 05′ 48″ est    |       |
| Château de Versainville                                         | Versainville                        | Calvados             | Normandie                  | nscrit     | « PA00111791 », notice no PA00111791 | 48° 54′ 50″ nord, 0° 10′ 49″ ouest  |       |
| Château d'Anterroches                                           | Murat                               | Cantal               | Auvergne-Rhône-Alpes       | inscrit    | « PA15000039 », notice no PA15000039 | 45° 06′ 22″ nord, 2° 51′ 08″ est    |       |
| Pigeonnier-chapelle du Bruel                                    | Nieudan                             | Cantal               | Auvergne-Rhône-Alpes       | inscrit    | « PA15000040 », notice no PA15000040 | 44° 59′ 52″ nord, 2° 15′ 24″ est    |       |
| Château d'Estresses                                             | Paulhenc                            | Cantal               | Auvergne-Rhône-Alpes       | inscrit    | « PA15000042 », notice no PA15000042 | 44° 52′ 45″ nord, 2° 47′ 52″ est    |       |
| Château des Ternes                                              | Les Ternes                          | Cantal               | Auvergne-Rhône-Alpes       | inscrit    | « PA15000041 », notice no PA15000041 | 44° 59′ 49″ nord, 3° 00′ 55″ est    |       |
| Hôtel Verdelin                                                  | Cognac                              | Charente             | Nouvelle-Aquitaine         | classé     | « PA16000039 », notice no PA16000039 | 45° 41′ 44″ nord, 0° 19′ 50″ ouest  |       |
| Abbaye de Saint-Amant-de-Boixe                                  | Saint-Amant-de-Boixe                | Charente             | Nouvelle-Aquitaine         | inscrit    | « PA00104483 », notice no PA00104483 | 45° 47′ 56″ nord, 0° 08′ 08″ est    |       |
| Fort de La Prée                                                 | La Flotte                           | Charente-Maritime    | Nouvelle-Aquitaine         | classé     | « PA00104689 », notice no PA00104689 | 46° 10′ 50″ nord, 1° 17′ 19″ ouest  |       |
| Croix de carrefour de La Frédière                               | La Frédière                         | Charente-Maritime    | Nouvelle-Aquitaine         | inscrit    | « PA17000080 », notice no PA17000080 | 45° 51′ 58″ nord, 0° 35′ 14″ ouest  |       |
| Église Saint-Hilaire de La Frédière                             | La Frédière                         | Charente-Maritime    | Nouvelle-Aquitaine         | inscrit    | « PA00104694 », notice no PA00104694 | 45° 51′ 57″ nord, 0° 35′ 14″ ouest  |       |
| Château de Plassac                                              | Plassac                             | Charente-Maritime    | Nouvelle-Aquitaine         | classé     | « PA00104839 », notice no PA00104839 | 45° 28′ 15″ nord, 0° 33′ 49″ ouest  |       |
| Château de Chappe                                               | Bourges                             | Cher                 | Centre-Val de Loire        | inscrit    | « PA18000042 », notice no PA18000042 | 47° 05′ 22″ nord, 2° 25′ 27″ est    |       |
| Église Saint-Martial de Montigny                                | Montigny                            | Cher                 | Centre-Val de Loire        | inscrit    | « PA18000044 », notice no PA18000044 | 47° 14′ 24″ nord, 2° 40′ 52″ est    |       |
| Ensemble castral de Vèvre                                       | Neuvy-Deux-Clochers                 | Cher                 | Centre-Val de Loire        | classé     | « PA00096855 », notice no PA00096855 | 47° 17′ 16″ nord, 2° 43′ 24″ est    |       |
| Château de Saint-Hubert                                         | Neuvy-sur-Barangeon                 | Cher                 | Centre-Val de Loire        | inscrit    | « PA18000043 », notice no PA18000043 | 47° 18′ 01″ nord, 2° 13′ 58″ est    |       |
| Chapelle du Saillant                                            | Voutezac                            | Corrèze              | Nouvelle-Aquitaine         | classé     | « PA00099959 », notice no PA00099959 | 45° 16′ 38″ nord, 1° 27′ 22″ est    |       |
| Statue de Sampiero Corso                                        | Bastelica                           | Corse-du-Sud         | Corse                      | inscrit    | « PA2A000002 », notice no PA2A000002 | 42° 00′ 03″ nord, 9° 02′ 59″ est    |       |
| Château de Marigny-le-Cahouët                                   | Marigny-le-Cahouët                  | Côte-d'Or            | Bourgogne-Franche-Comté    | inscrit    | « PA00112526 », notice no PA00112526 | 47° 27′ 37″ nord, 4° 27′ 48″ est    |       |
| Château d'Entre-Deux-Monts                                      | Nuits-Saint-Georges                 | Côte-d'Or            | Bourgogne-Franche-Comté    | inscrit    | « PA00112574 », notice no PA00112574 | 47° 10′ 51″ nord, 4° 55′ 11″ est    |       |
| Hôtel de ville                                                  | Saint-Jean-de-Losne                 | Côte-d'Or            | Bourgogne-Franche-Comté    | inscrit    | « PA21000050 », notice no PA21000050 | 47° 06′ 08″ nord, 5° 15′ 46″ est    |       |
| Manoir du Châtelier-Guitrel                                     | Saint-Samson-sur-Rance              | Côtes-d'Armor        | Bretagne                   | inscrit    | « PA22000029 », notice no PA22000029 | 48° 29′ 56″ nord, 1° 59′ 39″ ouest  |       |
| Église de la Conversion-de-Saint-Paul de Villard                | Villard                             | Creuse               | Nouvelle-Aquitaine         | inscrit    | « PA00100219 », notice no PA00100219 | 46° 19′ 57″ nord, 1° 42′ 05″ est    |       |
| Église Notre-Dame-de-Pitié de La Chapelle-Saint-Laurent         | La Chapelle-Saint-Laurent           | Deux-Sèvres          | Nouvelle-Aquitaine         | inscrit    | « PA79000034 », notice no PA79000034 | 46° 44′ 16″ nord, 0° 28′ 09″ ouest  |       |
| Église Saint-Étienne de Niort                                   | Niort                               | Deux-Sèvres          | Nouvelle-Aquitaine         | inscrit    | « PA79000035 », notice no PA79000035 | 46° 19′ 40″ nord, 0° 28′ 08″ ouest  |       |
| Château de Hérisson                                             | Pougne-Hérisson                     | Deux-Sèvres          | Nouvelle-Aquitaine         | inscrit    | « PA79000036 », notice no PA79000036 | 46° 41′ 04″ nord, 0° 24′ 50″ ouest  |       |
| Maison Pic                                                      | Bergerac                            | Dordogne             | Nouvelle-Aquitaine         | inscrit    | « PA24000065 », notice no PA24000065 | 44° 50′ 28″ nord, 0° 29′ 38″ est    |       |
| Église Saint-Fiacre                                             | Mareuil en Périgord                 | Dordogne             | Nouvelle-Aquitaine         | inscrit    | « PA24000066 », notice no PA24000066 | 45° 27′ 16″ nord, 0° 33′ 16″ est    |       |
| Ancienne abbaye Notre-Dame                                      | Chancelade                          | Dordogne             | Nouvelle-Aquitaine         | classé     | « PA00082470 », notice no PA00082470 | 45° 12′ 26″ nord, 0° 40′ 01″ est    |       |
| Domaine du prieuré de Merlande                                  | La Chapelle-Gonaguet                | Dordogne             | Nouvelle-Aquitaine         | inscrit    | « PA00082483 », notice no PA00082483 | 45° 14′ 26″ nord, 0° 38′ 07″ est    |       |
| Château de Leyzarnie                                            | Manzac-sur-Vern                     | Dordogne             | Nouvelle-Aquitaine         | inscrit    | « PA24000067 », notice no PA24000067 | 45° 05′ 13″ nord, 0° 35′ 49″ est    |       |
| Église Saint-Saturnin                                           | Mayac                               | Dordogne             | Nouvelle-Aquitaine         | inscrit    | « PA00082641 », notice no PA00082641 | 45° 16′ 53″ nord, 0° 56′ 22″ est    |       |
| Hôtel de Bouilhac                                               | Montignac-Lascaux                   | Dordogne             | Nouvelle-Aquitaine         | inscrit    | « PA24000068 », notice no PA24000068 | 45° 03′ 57″ nord, 1° 09′ 37″ est    |       |
| Château de Matecoulon                                           | Montpeyroux                         | Dordogne             | Nouvelle-Aquitaine         | inscrit    | « PA00082703 », notice no PA00082703 | 44° 55′ 06″ nord, 0° 03′ 20″ est    |       |
| Chartreuse de Fareyroux                                         | Saint-Astier                        | Dordogne             | Nouvelle-Aquitaine         | inscrit    | « PA24000069 », notice no PA24000069 | 45° 10′ 28″ nord, 0° 32′ 47″ est    |       |
| Dolmen de Cantegrel                                             | Saint-Chamassy                      | Dordogne             | Nouvelle-Aquitaine         | inscrit    | « PA24000070 », notice no PA24000070 | 44° 51′ 38″ nord, 0° 55′ 10″ est    |       |
| Ancien prieuré de Saint-Jean-de-Côle (ou ancienne abbaye)       | Saint-Jean-de-Côle                  | Dordogne             | Nouvelle-Aquitaine         | inscrit    | « PA00082844 », notice no PA00082844 | 45° 25′ 19″ nord, 0° 50′ 17″ est    |       |
| Hôtel Gérard du Barry                                           | Sarlat-la-Canéda                    | Dordogne             | Nouvelle-Aquitaine         | classé     | « PA00082948 », notice no PA00082948 | 44° 53′ 26″ nord, 1° 13′ 02″ est    |       |
| Château de Puyguilhem                                           | Thénac                              | Dordogne             | Nouvelle-Aquitaine         | inscrit    | « PA00083017 », notice no PA00083017 | 44° 43′ 57″ nord, 0° 21′ 10″ est    |       |
| Hôtel du Bouteiller                                             | Besançon                            | Doubs                | Bourgogne-Franche-Comté    | inscrit    | « PA00101486 », notice no PA00101486 | 47° 14′ 22″ nord, 6° 01′ 25″ est    |       |
| Chapelle du cimetière de Cour-Saint-Maurice                     | Cour-Saint-Maurice                  | Doubs                | Bourgogne-Franche-Comté    | inscrit    | « PA25000059 », notice no PA25000059 | 47° 15′ 24″ nord, 6° 42′ 04″ est    |       |
| Atelier de Gustave Courbet                                      | Ornans                              | Doubs                | Bourgogne-Franche-Comté    | inscrit    | « PA25000060 », notice no PA25000060 | 47° 06′ 24″ nord, 6° 08′ 21″ est    |       |
| Hôtel de ville de Châtillon-en-Diois                            | Châtillon-en-Diois                  | Drôme                | Auvergne-Rhône-Alpes       | classé     | « PA00117109 », notice no PA00117109 | 44° 41′ 42″ nord, 5° 29′ 07″ est    |       |
| Collégiale Sainte-Croix de Montélimar                           | Montélimar                          | Drôme                | Auvergne-Rhône-Alpes       | inscrit    | « PA26000021 », notice no PA26000021 | 44° 33′ 30″ nord, 4° 45′ 01″ est    |       |
| Moulin d'Andé                                                   | Andé                                | Eure                 | Normandie                  | inscrit    | « PA00135535 », notice no PA00135535 | 49° 14′ 15″ nord, 1° 14′ 52″ est    |       |
| Abbaye Notre-Dame du Bec                                        | Le Bec-Hellouin                     | Eure                 | Normandie                  | classé     | « PA00099327 », notice no PA00099327 | 49° 13′ 57″ nord, 0° 43′ 18″ est    |       |
| Château de la Mésangère                                         | Bosguérard-de-Marcouville           | Eure                 | Normandie                  | inscrit    | « PA27000074 », notice no PA27000074 | 49° 16′ 30″ nord, 0° 52′ 05″ est    |       |
| Manoir de Gauciel                                               | Gauciel                             | Eure                 | Normandie                  | inscrit    | « PA27000072 », notice no PA27000072 | 49° 02′ 17″ nord, 1° 15′ 29″ est    |       |
| Église Saint-Grégoire de Saint-Grégoire-du-Vièvre               | Saint-Grégoire-du-Vièvre            | Eure                 | Normandie                  | inscrit    | « PA27000073 », notice no PA27000073 | 49° 14′ 36″ nord, 0° 38′ 08″ est    |       |
| Église Saint-Georges des Corvées-les-Yys                        | Les Corvées-les-Yys                 | Eure-et-Loir         | Centre-Val de Loire        | inscrit    | « PA28000031 », notice no PA28000031 | 48° 21′ 46″ nord, 1° 08′ 16″ est    |       |
| Église Saint-Pierre des Corvées-les-Yys                         | Les Corvées-les-Yys                 | Eure-et-Loir         | Centre-Val de Loire        | inscrit    | « PA28000032 », notice no PA28000032 | 48° 21′ 29″ nord, 1° 10′ 05″ est    |       |
| Hôtel-Dieu de Dreux (ancien)                                    | Dreux                               | Eure-et-Loir         | Centre-Val de Loire        | inscrit    | « PA00097099 », notice no PA00097099 | 48° 44′ 09″ nord, 1° 21′ 59″ est    |       |
| Pavillon de chasse de Moniven                                   | Laz                                 | Finistère            | Bretagne                   | inscrit    | « PA29000064 », notice no PA29000064 | 48° 08′ 44″ nord, 3° 49′ 19″ ouest  |       |
| Église Saint-Boscat de Tréogat                                  | Tréogat                             | Finistère            | Bretagne                   | inscrit    | « PA29000063 », notice no PA29000063 | 47° 55′ 13″ nord, 4° 19′ 20″ ouest  |       |
| Enceinte de Brignon                                             | Brignon                             | Gard                 | Occitanie                  | inscrit    | « PA30000070 », notice no PA30000070 | 43° 59′ 23″ nord, 4° 12′ 52″ est    |       |
| Château de Durfort                                              | Durfort-et-Saint-Martin-de-Sossenac | Gard                 | Occitanie                  | inscrit    | « PA30000073 », notice no PA30000073 | 43° 59′ 28″ nord, 3° 57′ 19″ est    |       |
| Logis seigneurial de Gajan                                      | Gajan                               | Gard                 | Occitanie                  | inscrit    | « PA30000071 », notice no PA30000071 | 43° 53′ 51″ nord, 4° 12′ 52″ est    |       |
| Bambouseraie de Prafrance                                       | Générargues                         | Gard                 | Occitanie                  | inscrit    | « PA30000074 », notice no PA30000074 | 44° 04′ 13″ nord, 3° 58′ 38″ est    |       |
| Puits Ricard                                                    | La Grand-Combe                      | Gard                 | Occitanie                  | inscrit    | « PA30000072 », notice no PA30000072 | 44° 13′ 14″ nord, 4° 02′ 04″ est    |       |
| Château de Lascours                                             | Laudun-l'Ardoise                    | Gard                 | Occitanie                  | inscrit    | « PA00103066 », notice no PA00103066 | 44° 06′ 08″ nord, 4° 40′ 42″ est    |       |
| Oppidum de Nages                                                | Saint-Dionisy                       | Gard                 | Occitanie                  | classé     | « PA00103203 », notice no PA00103203 | 43° 47′ 59″ nord, 4° 13′ 34″ est    |       |
| Château de Bazian                                               | Bazian                              | Gers                 | Occitanie                  | inscrit    | « PA32000022 », notice no PA32000022 | 43° 40′ 10″ nord, 0° 19′ 18″ est    |       |
| Château de Beaumont                                             | Beaumont                            | Gers                 | Occitanie                  | inscrit    | « PA00094734 », notice no PA00094734 | 43° 56′ 53″ nord, 0° 17′ 05″ est    |       |
| Chartreuse de Poliné                                            | Pavie                               | Gers                 | Occitanie                  | inscrit    | « PA32000023 », notice no PA32000023 | 43° 37′ 02″ nord, 0° 34′ 49″ est    |       |
| Château Falfas                                                  | Bayon-sur-Gironde                   | Gironde              | Nouvelle-Aquitaine         | inscrit    | « PA33000100 », notice no PA33000100 | 45° 03′ 32″ nord, 0° 35′ 33″ ouest  |       |
| Église Notre-Dame dou Mercadilh                                 | Bazas                               | Gironde              | Nouvelle-Aquitaine         | inscrit    | « PA00083132 », notice no PA00083132 | 44° 25′ 53″ nord, 0° 12′ 45″ ouest  |       |
| Hôtel Mel de Fontenay                                           | Bordeaux                            | Gironde              | Nouvelle-Aquitaine         | inscrit    | « PA33000101 », notice no PA33000101 | 44° 50′ 18″ nord, 0° 34′ 49″ ouest  |       |
| Formes de radoub du port                                        | Bordeaux                            | Gironde              | Nouvelle-Aquitaine         | inscrit    | « PA33000102 », notice no PA33000102 | 44° 51′ 57″ nord, 0° 33′ 16″ ouest  |       |
| Château de La Brède                                             | Brède (La)                          | Gironde              | Nouvelle-Aquitaine         | classé     | « PA00083490 », notice no PA00083490 | 44° 40′ 45″ nord, 0° 32′ 39″ ouest  |       |
| Château de Cérons                                               | Cérons                              | Gironde              | Nouvelle-Aquitaine         | inscrit    | « PA33000106 », notice no PA33000106 | 44° 38′ 06″ nord, 0° 20′ 02″ ouest  |       |
| Fort Médoc                                                      | Cussac-Fort-Médoc                   | Gironde              | Nouvelle-Aquitaine         | classé     | « PA00083534 », notice no PA00083534 | 45° 06′ 41″ nord, 0° 42′ 08″ ouest  |       |
| Chapelle Sainte-Marie-du-Cap                                    | Lège-Cap-Ferret                     | Gironde              | Nouvelle-Aquitaine         | inscrit    | « PA33000107 », notice no PA33000107 | 44° 41′ 10″ nord, 1° 14′ 07″ ouest  |       |
| Château Les Rochers                                             | Preignac                            | Gironde              | Nouvelle-Aquitaine         | inscrit    | « PA33000103 », notice no PA33000103 | 44° 35′ 27″ nord, 0° 17′ 58″ ouest  |       |
| Château de Tustal                                               | Sadirac                             | Gironde              | Nouvelle-Aquitaine         | inscrit    | « PA33000108 », notice no PA33000108 | 44° 47′ 07″ nord, 0° 23′ 20″ ouest  |       |
| Église Saint-Maurille de Saint-Morillon                         | Saint-Morillon                      | Gironde              | Nouvelle-Aquitaine         | inscrit    | « PA00083792 », notice no PA00083792 | 44° 39′ 01″ nord, 0° 30′ 09″ ouest  |       |
| Église de Saint-Sulpice-de-Faleyrens                            | Saint-Sulpice-de-Faleyrens          | Gironde              | Nouvelle-Aquitaine         | inscrit    | « PA00083807 », notice no PA00083807 | 44° 52′ 28″ nord, 0° 11′ 28″ ouest  |       |
| Église Saint-Vivien de Saint-Vivien-de-Médoc                    | Saint-Vivien-de-Médoc               | Gironde              | Nouvelle-Aquitaine         | inscrit    | « PA00083813 », notice no PA00083813 | 45° 25′ 50″ nord, 1° 02′ 08″ ouest  |       |
| Château Raba                                                    | Talence                             | Gironde              | Nouvelle-Aquitaine         | classé     | « PA00083847 », notice no PA00083847 | 44° 47′ 41″ nord, 0° 36′ 01″ ouest  |       |
| Maison noble de Taillefer                                       | Tizac-de-Lapouyade                  | Gironde              | Nouvelle-Aquitaine         | inscrit    | « PA33000104 », notice no PA33000104 | 45° 04′ 47″ nord, 0° 19′ 43″ ouest  |       |
| Chantiers Tramasset du Tourne                                   | Tourne (Le)                         | Gironde              | Nouvelle-Aquitaine         | inscrit    | « PA33000105 », notice no PA33000105 | 44° 42′ 29″ nord, 0° 24′ 18″ ouest  |       |
| Maison Petrelluzzi                                              | Les Abymes                          | Guadeloupe           | Guadeloupe                 | inscrit    | « PA97100025 », notice no PA97100025 | 16° 14′ 34″ nord, 61° 31′ 07″ ouest |       |
| Maison Matis                                                    | Basse-Terre                         | Guadeloupe           | Guadeloupe                 | inscrit    | « PA97100026 », notice no PA97100026 | 15° 59′ 25″ nord, 61° 43′ 36″ ouest |       |
| Habitation Massieux                                             | Bouillante                          | Guadeloupe           | Guadeloupe                 | inscrit    | « PA97100027 », notice no PA97100027 | 16° 06′ 53″ nord, 61° 46′ 02″ ouest |       |
| Station météorologique                                          | La Désirade                         | Guadeloupe           | Guadeloupe                 | inscrit    | « PA97100028 », notice no PA97100028 | 16° 20′ 05″ nord, 61° 00′ 13″ ouest |       |
| Ancien entrepôt Darboussier                                     | Pointe-à-Pitre                      | Guadeloupe           | Guadeloupe                 | inscrit    | « PA97100029 », notice no PA97100029 | 16° 14′ 17″ nord, 61° 32′ 19″ ouest |       |
| Pavillon L'Herminier                                            | Pointe-à-Pitre                      | Guadeloupe           | Guadeloupe                 | inscrit    | « PA97100030 », notice no PA97100030 | 16° 14′ 18″ nord, 61° 32′ 14″ ouest |       |
| Habitation Ducharmoy                                            | Saint-Claude                        | Guadeloupe           | Guadeloupe                 | inscrit    | « PA97100031 », notice no PA97100031 | 16° 01′ 05″ nord, 61° 42′ 49″ ouest |       |
| Roches gravées (Parcelle AI 441)                                | Trois-Rivières                      | Guadeloupe           | Guadeloupe                 | inscrit    | « PA97100033 », notice no PA97100033 | 15° 58′ 44″ nord, 61° 38′ 16″ ouest |       |
| Roches gravées (Parcelle AI 439)                                | Trois-Rivières                      | Guadeloupe           | Guadeloupe                 | inscrit    | « PA97100034 », notice no PA97100034 | 15° 58′ 47″ nord, 61° 38′ 16″ ouest |       |
| Roches gravées de Vallée d'Or                                   | Trois-Rivières                      | Guadeloupe           | Guadeloupe                 | inscrit    | « PA97100032 », notice no PA97100032 | 15° 58′ 46″ nord, 61° 38′ 11″ ouest |       |
| Roches gravées (Parcelle AI 440)                                | Trois-Rivières                      | Guadeloupe           | Guadeloupe                 | inscrit    | « PA97100035 », notice no PA97100035 | 15° 58′ 46″ nord, 61° 38′ 17″ ouest |       |
| Bains municipaux                                                | Mulhouse                            | Haut-Rhin            | Grand Est                  | inscrit    | « PA68000050 », notice no PA68000050 | 47° 45′ 02″ nord, 7° 20′ 06″ est    |       |
| Schweissdissi                                                   | Mulhouse                            | Haut-Rhin            | Grand Est                  | inscrit    | « PA68000054 », notice no PA68000054 | 47° 44′ 34″ nord, 7° 20′ 53″ est    |       |
| Le couvent Saint François                                       | Ampriani                            | Haute-Corse          | Corse                      | inscrit    | « PA2B000011 », notice no PA2B000011 | 42° 15′ 37″ nord, 9° 21′ 20″ est    |       |
| Église Notre-Dame-des-Victoires                                 | Bastia                              | Haute-Corse          | Corse                      | inscrit    | « PA2B000013 », notice no PA2B000013 | 42° 40′ 51″ nord, 9° 26′ 28″ est    |       |
| Tour de la Giraglia                                             | Ersa                                | Haute-Corse          | Corse                      | inscrit    | « PA2B000015 », notice no PA2B000015 | 43° 01′ 38″ nord, 9° 24′ 21″ est    |       |
| Maison Sebastiani-Conneau                                       | La Porta                            | Haute-Corse          | Corse                      | inscrit    | « PA2B000016 », notice no PA2B000016 | 42° 25′ 23″ nord, 9° 21′ 09″ est    |       |
| Château de Bonrepos                                             | Bonrepos-Riquet                     | Haute-Garonne        | Occitanie                  | classé     | « PA31000036 », notice no PA31000036 | 43° 40′ 34″ nord, 1° 37′ 33″ est    |       |
| Château de Rochemontès                                          | Seilh                               | Haute-Garonne        | Occitanie                  | inscrit    | « PA00094489 », notice no PA00094489 | 43° 42′ 26″ nord, 1° 20′ 58″ est    |       |
| Centre hospitalier Gérard-Marchant                              | Toulouse                            | Haute-Garonne        | Occitanie                  | inscrit    | « PA31000083 », notice no PA31000083 | 43° 33′ 35″ nord, 1° 25′ 21″ est    |       |
| Presbytère de Fondremand                                        | Fondremand                          | Haute-Saône          | Bourgogne-Franche-Comté    | inscrit    | « PA70000084 », notice no PA70000084 | 47° 28′ 31″ nord, 6° 01′ 35″ est    |       |
| Tombe de la famille Gérard                                      | Jussey                              | Haute-Saône          | Bourgogne-Franche-Comté    | inscrit    | « PA70000085 », notice no PA70000085 | 47° 49′ 19″ nord, 5° 54′ 16″ est    |       |
| Lavoir Buriot                                                   | Mollans                             | Haute-Saône          | Bourgogne-Franche-Comté    | inscrit    | « PA70000086 », notice no PA70000086 | 47° 39′ 00″ nord, 6° 22′ 02″ est    |       |
| Lavoir du centre de Mollans                                     | Mollans                             | Haute-Saône          | Bourgogne-Franche-Comté    | inscrit    | « PA70000087 », notice no PA70000087 | 47° 38′ 56″ nord, 6° 22′ 16″ est    |       |
| Grande fontaine de Mollans                                      | Mollans                             | Haute-Saône          | Bourgogne-Franche-Comté    | inscrit    | « PA70000088 », notice no PA70000088 | 47° 38′ 57″ nord, 6° 22′ 12″ est    |       |
| École en bois de Ronchamp                                       | Ronchamp                            | Haute-Saône          | Bourgogne-Franche-Comté    | classé     | « PA70000044 », notice no PA70000044 | 47° 41′ 51″ nord, 6° 38′ 19″ est    |       |
| Prieuré de Rosey                                                | Rosey                               | Haute-Saône          | Bourgogne-Franche-Comté    | inscrit    | « PA70000089 », notice no PA70000089 | 47° 33′ 51″ nord, 6° 01′ 41″ est    |       |
| Hôtel Thomassin                                                 | Vesoul                              | Haute-Saône          | Bourgogne-Franche-Comté    | inscrit    | « PA00102291 », notice no PA00102291 | 47° 37′ 25″ nord, 6° 09′ 18″ est    |       |
| Sanatorium Martel de Janville                                   | Passy                               | Haute-Savoie         | Auvergne-Rhône-Alpes       | inscrit    | « PA74000012 », notice no PA74000012 | 45° 56′ 42″ nord, 6° 42′ 59″ est    |       |
| Église Sainte-Marie-Madeleine de Freissinières                  | Freissinières                       | Hautes-Alpes         | Provence-Alpes-Côte d'Azur | inscrit    | « PA05000014 », notice no PA05000014 | 44° 45′ 14″ nord, 6° 32′ 16″ est    |       |
| Chapelle Saint-Sixte de Puy-Richard                             | Puy-Saint-Pierre                    | Hautes-Alpes         | Provence-Alpes-Côte d'Azur | inscrit    | « PA05000015 », notice no PA05000015 | 44° 53′ 18″ nord, 6° 36′ 33″ est    |       |
| Lycée climatique d'Argelès-Gazost                               | Argelès-Gazost                      | Hautes-Pyrénées      | Occitanie                  | inscrit    | « PA65000012 », notice no PA65000012 | 43° 00′ 09″ nord, 0° 05′ 38″ ouest  |       |
| Petit séminaire de Saint-Pé-de-Bigorre                          | Saint-Pé-de-Bigorre                 | Hautes-Pyrénées      | Occitanie                  | inscrit    | « PA65000013 », notice no PA65000013 | 43° 06′ 14″ nord, 0° 09′ 37″ ouest  |       |
| Hôtel de préfecture des Hautes-Pyrénées                         | Tarbes                              | Hautes-Pyrénées      | Occitanie                  | inscrit    | « PA65000014 », notice no PA65000014 | 43° 14′ 00″ nord, 0° 04′ 05″ est    |       |
| Maison de la Semi                                               | Tarbes                              | Hautes-Pyrénées      | Occitanie                  | inscrit    | « PA65000015 », notice no PA65000015 | 43° 14′ 01″ nord, 0° 04′ 41″ est    |       |
| Tour aux figures                                                | Issy-les-Moulineaux                 | Hauts-de-Seine       | Île-de-France              | classé     | « PA00088178 », notice no PA00088178 | 48° 49′ 43″ nord, 2° 15′ 31″ est    |       |
| Aqueduc de Balaruc                                              | Balaruc-le-Vieux                    | Hérault              | Occitanie                  | inscrit    | « PA34000070 », notice no PA34000070 | 43° 27′ 24″ nord, 3° 41′ 18″ est    |       |
| Aqueduc de Balaruc                                              | Balaruc-les-Bains                   | Hérault              | Occitanie                  | inscrit    | « PA34000069 », notice no PA34000069 | 43° 27′ 05″ nord, 3° 41′ 07″ est    |       |
| Pont romain de Boisseron                                        | Boisseron                           | Hérault              | Occitanie                  | inscrit    | « PA34000054 », notice no PA34000054 | 43° 45′ 42″ nord, 4° 04′ 52″ est    |       |
| Mas de Rieussec                                                 | Gignac                              | Hérault              | Occitanie                  | inscrit    | « PA34000071 », notice no PA34000071 | 43° 39′ 28″ nord, 3° 33′ 50″ est    |       |
| Motte féodale de Mauguio                                        | Mauguio                             | Hérault              | Occitanie                  | inscrit    | « PA34000072 », notice no PA34000072 | 43° 36′ 56″ nord, 4° 00′ 35″ est    |       |
| Palais épiscopal                                                | Montpellier                         | Hérault              | Occitanie                  | inscrit    | « PA34000073 », notice no PA34000073 | 43° 36′ 49″ nord, 3° 52′ 31″ est    |       |
| Château de la Garenne                                           | Poussan                             | Hérault              | Occitanie                  | inscrit    | « PA00103670 », notice no PA00103670 | 43° 29′ 03″ nord, 3° 40′ 20″ est    |       |
| Entrepôts Dubonnet de Sète                                      | Sète                                | Hérault              | Occitanie                  | inscrit    | « PA34000074 », notice no PA34000074 | 43° 24′ 57″ nord, 3° 43′ 03″ est    |       |
| Église Saint-Martin d'Anjouin                                   | Anjouin                             | Indre                | Centre-Val de Loire        | classé     | « PA36000016 », notice no PA36000016 | 47° 11′ 24″ nord, 1° 48′ 07″ est    |       |
| Lycée Rollinat                                                  | Argenton-sur-Creuse                 | Indre                | Centre-Val de Loire        | inscrit    | « PA36000022 », notice no PA36000022 | 46° 35′ 20″ nord, 1° 30′ 43″ est    |       |
| Ensemble castral de Châtillon-sur-Indre                         | Châtillon-sur-Indre                 | Indre                | Centre-Val de Loire        | inscrit    | « PA00097301 », notice no PA00097301 | 46° 59′ 11″ nord, 1° 10′ 28″ est    |       |
| Prieuré Saint-Michel                                            | Le Magny                            | Indre                | Centre-Val de Loire        | inscrit    | « PA00097390 », notice no PA00097390 | 46° 33′ 58″ nord, 1° 57′ 39″ est    |       |
| Maison                                                          | Loches                              | Indre-et-Loire       | Centre-Val de Loire        | inscrit    | « PA37000024 », notice no PA37000024 | 47° 07′ 46″ nord, 0° 59′ 46″ est    |       |
| Maison de chanoinesse bénédictine du belvédère de la Rochette   | Château-Chalon                      | Jura                 | Bourgogne-Franche-Comté    | inscrit    | « PA39000083 », notice no PA39000083 | 46° 45′ 12″ nord, 5° 37′ 29″ est    |       |
| Château de Parthey                                              | Choisey                             | Jura                 | Bourgogne-Franche-Comté    | inscrit    | « PA39000084 », notice no PA39000084 | 47° 03′ 48″ nord, 5° 26′ 03″ est    |       |
| Maison prieurale de L'Étoile                                    | L'Étoile                            | Jura                 | Bourgogne-Franche-Comté    | inscrit    | « PA39000085 », notice no PA39000085 | 46° 43′ 07″ nord, 5° 32′ 15″ est    |       |
| Demeure Secrétan                                                | Val-Sonnette                        | Jura                 | Bourgogne-Franche-Comté    | inscrit    | « PA39000086 », notice no PA39000086 | 46° 35′ 54″ nord, 5° 29′ 34″ est    |       |
| Fontaine d'Offlanges                                            | Offlanges                           | Jura                 | Bourgogne-Franche-Comté    | inscrit    | « PA39000087 », notice no PA39000087 | 47° 12′ 23″ nord, 5° 33′ 15″ est    |       |
| Chevance du Perret                                              | Villevieux                          | Jura                 | Bourgogne-Franche-Comté    | inscrit    | « PA39000088 », notice no PA39000088 | 46° 44′ 05″ nord, 5° 27′ 51″ est    |       |
| Croix d'Arx                                                     | Arx                                 | Landes               | Nouvelle-Aquitaine         | inscrit    | « PA40000068 », notice no PA40000068 | 44° 06′ 31″ nord, 0° 04′ 34″ est    |       |
| Église Saint-Étienne de Biarrotte                               | Biarrotte                           | Landes               | Nouvelle-Aquitaine         | inscrit    | « PA40000069 », notice no PA40000069 | 43° 33′ 33″ nord, 1° 16′ 27″ ouest  |       |
| Église Saint-Étienne de Saint-Étienne-d'Orthe                   | Saint-Étienne-d'Orthe               | Landes               | Nouvelle-Aquitaine         | inscrit    | « PA40000070 », notice no PA40000070 | 43° 35′ 19″ nord, 1° 10′ 40″ ouest  |       |
| Église Saint-Jean-Baptiste de Siest                             | Siest                               | Landes               | Nouvelle-Aquitaine         | inscrit    | « PA40000071 », notice no PA40000071 | 43° 38′ 57″ nord, 1° 07′ 36″ ouest  |       |
| Abbaye Saint-Jean de Sorde                                      | Sorde-l'Abbaye                      | Landes               | Nouvelle-Aquitaine         | classé     | « PA00132534 », notice no PA00132534 | 43° 31′ 44″ nord, 1° 03′ 17″ ouest  |       |
| Église Saint-Jean-Baptiste de Bonneveau                         | Bonneveau                           | Loir-et-Cher         | Centre-Val de Loire        | inscrit    | « PA00098395 », notice no PA00098395 | 47° 48′ 44″ nord, 0° 44′ 59″ est    |       |
| Château de Cheverny                                             | Cheverny                            | Loir-et-Cher         | Centre-Val de Loire        | inscrit    | « PA00098413 », notice no PA00098413 | 47° 30′ 01″ nord, 1° 27′ 29″ est    |       |
| Église de la Madeleine de Moisy                                 | Moisy                               | Loir-et-Cher         | Centre-Val de Loire        | inscrit    | « PA41000056 », notice no PA41000056 | 47° 54′ 54″ nord, 1° 18′ 57″ est    |       |
| Église Saint-Secondin de Molineuf                               | Valencisse                          | Loir-et-Cher         | Centre-Val de Loire        | inscrit    | « PA41000057 », notice no PA41000057 | 47° 34′ 20″ nord, 1° 12′ 31″ est    |       |
| Fortifications de Trôo                                          | Trôo                                | Loir-et-Cher         | Centre-Val de Loire        | classé     | « PA41000044 », notice no PA41000044 | 47° 46′ 39″ nord, 0° 47′ 29″ est    |       |
| Église Saint-François-Régis                                     | Saint-Étienne                       | Loire                | Auvergne-Rhône-Alpes       | inscrit    | « PA42000027 », notice no PA42000027 | 45° 26′ 23″ nord, 4° 24′ 09″ est    |       |
| Église Saint-Martin                                             | Le Cellier                          | Loire-Atlantique     | Pays de la Loire           | inscrit    | « PA44000042 », notice no PA44000042 | 47° 19′ 09″ nord, 1° 20′ 52″ ouest  |       |
| Manoir de la Dixmerie                                           | Le Loroux-Bottereau                 | Loire-Atlantique     | Pays de la Loire           | inscrit    | « PA44000043 », notice no PA44000043 | 47° 14′ 29″ nord, 1° 22′ 19″ ouest  |       |
| Château du Goust                                                | Malville                            | Loire-Atlantique     | Pays de la Loire           | inscrit    | « PA44000044 », notice no PA44000044 | 47° 18′ 49″ nord, 1° 51′ 41″ ouest  |       |
| Hôtel Allard                                                    | Nantes                              | Loire-Atlantique     | Pays de la Loire           | inscrit    | « PA00108847 », notice no PA00108847 | 47° 12′ 41″ nord, 1° 34′ 33″ ouest  |       |
| Église Saint-Martin d'Olivet                                    | Olivet                              | Loiret               | Centre-Val de Loire        | inscrit    | « PA00098835 », notice no PA00098835 | 47° 52′ 01″ nord, 1° 53′ 31″ est    |       |
| Hôtel de préfecture du Loiret                                   | Orléans                             | Loiret               | Centre-Val de Loire        | classé     | « PA45000024 », notice no PA45000024 | 47° 54′ 04″ nord, 1° 54′ 34″ est    |       |
| Chapelle Sainte-Marie-Madeleine de Guirande                     | Felzins                             | Lot                  | Occitanie                  | inscrit    | « PA46000040 », notice no PA46000040 | 44° 36′ 49″ nord, 2° 09′ 50″ est    |       |
| Château de la Treyne                                            | Lacave                              | Lot                  | Occitanie                  | inscrit    | « PA00095288 », notice no PA00095288 | 44° 50′ 58″ nord, 1° 31′ 31″ est    |       |
| Château de Blanquefort-sur-Briolance                            | Blanquefort-sur-Briolance           | Lot-et-Garonne       | Nouvelle-Aquitaine         | inscrit    | « PA00084077 », notice no PA00084077 | 44° 35′ 58″ nord, 0° 58′ 11″ est    |       |
| Château de Muges                                                | Damazan                             | Lot-et-Garonne       | Nouvelle-Aquitaine         | inscrit    | « PA47000076 », notice no PA47000076 | 44° 17′ 28″ nord, 0° 18′ 15″ est    |       |
| Château de Frégimont                                            | Frégimont                           | Lot-et-Garonne       | Nouvelle-Aquitaine         | inscrit    | « PA00084124 », notice no PA00084124 | 44° 16′ 41″ nord, 0° 27′ 31″ est    |       |
| Château de Lacaze                                               | Labastide-Castel-Amouroux           | Lot-et-Garonne       | Nouvelle-Aquitaine         | inscrit    | « PA47000074 », notice no PA47000074 | 44° 20′ 11″ nord, 0° 06′ 33″ est    |       |
| Château de Monteton                                             | Monteton                            | Lot-et-Garonne       | Nouvelle-Aquitaine         | inscrit    | « PA47000073 », notice no PA47000073 | 44° 37′ 21″ nord, 0° 15′ 20″ est    |       |
| Mairerie de Nérac                                               | Nérac                               | Lot-et-Garonne       | Nouvelle-Aquitaine         | inscrit    | « PA47000077 », notice no PA47000077 | 44° 08′ 12″ nord, 0° 20′ 24″ est    |       |
| Maison du Goulet                                                | Prayssas                            | Lot-et-Garonne       | Nouvelle-Aquitaine         | inscrit    | « PA47000075 », notice no PA47000075 | 44° 17′ 01″ nord, 0° 30′ 24″ est    |       |
| Château de Pech-Redon                                           | Puymirol                            | Lot-et-Garonne       | Nouvelle-Aquitaine         | inscrit    | « PA00084299 », notice no PA00084299 | 44° 12′ 16″ nord, 0° 47′ 26″ est    |       |
| Théâtre Georges-Leygues                                         | Villeneuve-sur-Lot                  | Lot-et-Garonne       | Nouvelle-Aquitaine         | inscrit    | « PA47000078 », notice no PA47000078 | 44° 24′ 34″ nord, 0° 42′ 23″ est    |       |
| Temple protestant de Meyrueis                                   | Meyrueis                            | Lozère               | Occitanie                  | inscrit    | « PA48000013 », notice no PA48000013 | 44° 10′ 43″ nord, 3° 25′ 52″ est    |       |
| Institution Mongazon                                            | Angers                              | Maine-et-Loire       | Pays de la Loire           | inscrit    | « PA49000076 », notice no PA49000076 | 47° 27′ 37″ nord, 0° 31′ 40″ ouest  |       |
| Château d'Angrie                                                | Angrie                              | Maine-et-Loire       | Pays de la Loire           | inscrit    | « PA49000071 », notice no PA49000071 | 47° 34′ 15″ nord, 0° 58′ 20″ ouest  |       |
| Château de la Bourgonnière                                      | Orée d'Anjou                        | Maine-et-Loire       | Pays de la Loire           | inscrit    | « PA00108982 », notice no PA00108982 | 47° 20′ 53″ nord, 1° 05′ 21″ ouest  |       |
| Château de La Saulaie                                           | Candé                               | Maine-et-Loire       | Pays de la Loire           | inscrit    | « PA49000072 », notice no PA49000072 | 47° 33′ 11″ nord, 1° 02′ 51″ ouest  |       |
| Château de Jarzé                                                | Jarzé Villages                      | Maine-et-Loire       | Pays de la Loire           | inscrit    | « PA49000073 », notice no PA49000073 | 47° 33′ 16″ nord, 0° 14′ 15″ ouest  |       |
| Chapelle Saint-Aubin                                            | Mauges-sur-Loire                    | Maine-et-Loire       | Pays de la Loire           | inscrit    | « PA49000074 », notice no PA49000074 | 47° 22′ 05″ nord, 0° 49′ 17″ ouest  |       |
| Église Sainte-Croix                                             | Rochefort-sur-Loire                 | Maine-et-Loire       | Pays de la Loire           | inscrit    | « PA49000075 », notice no PA49000075 | 47° 21′ 23″ nord, 0° 39′ 17″ ouest  |       |
| Abbaye de Louroux                                               | Vernantes                           | Maine-et-Loire       | Pays de la Loire           | inscrit    | « PA49000078 », notice no PA49000078 | 47° 25′ 17″ nord, 0° 01′ 33″ est    |       |
| Statue de Napoléon Ier                                          | Cherbourg-en-Cotentin               | Manche               | Normandie                  | classé     | « PA50000049 », notice no PA50000049 | 49° 38′ 35″ nord, 1° 37′ 27″ ouest  |       |
| Manoir de la Cour                                               | Flottemanville                      | Manche               | Normandie                  | inscrit    | « PA50000060 », notice no PA50000060 | 49° 28′ 21″ nord, 1° 26′ 31″ ouest  |       |
| Forme de radoub du port                                         | Granville                           | Manche               | Normandie                  | inscrit    | « PA50000057 », notice no PA50000057 | 48° 50′ 01″ nord, 1° 36′ 31″ ouest  |       |
| Jardin de la maison de Montcuit                                 | Montcuit                            | Manche               | Normandie                  | inscrit    | « PA50000058 », notice no PA50000058 | 49° 07′ 20″ nord, 1° 19′ 59″ ouest  |       |
| Hôpital mémorial France-États-Unis                              | Saint-Lô                            | Manche               | Normandie                  | classé     | « PA50000056 », notice no PA50000056 | 49° 06′ 19″ nord, 1° 06′ 27″ ouest  |       |
| Île de Tatihou : fort                                           | Saint-Vaast-la-Hougue               | Manche               | Normandie                  | classé     | « PA00110608 », notice no PA00110608 | 49° 35′ 21″ nord, 1° 14′ 40″ ouest  |       |
| Parc du château de la Germonière                                | Le Vast                             | Manche               | Normandie                  | inscrit    | « PA50000059 », notice no PA50000059 | 49° 37′ 17″ nord, 1° 21′ 28″ ouest  |       |
| Château du Fresne                                               | Champéon                            | Mayenne              | Pays de la Loire           | classé     | « PA00109476 », notice no PA00109476 | 48° 21′ 26″ nord, 0° 32′ 44″ ouest  |       |
| Hôtel d'Argentré                                                | Laval (Mayenne)                     | Mayenne              | Pays de la Loire           | inscrit    | « PA53000027 », notice no PA53000027 | 48° 03′ 59″ nord, 0° 46′ 40″ ouest  |       |
| Hôtel Ferraris                                                  | Nancy                               | Meurthe-et-Moselle   | Grand Est                  | classé     | « PA00106115 », notice no PA00106115 | 48° 41′ 51″ nord, 6° 10′ 37″ est    |       |
| Prieuré de Breuil                                               | Commercy                            | Meuse                | Grand Est                  | classé     | « PA00106515 », notice no PA00106515 | 48° 45′ 29″ nord, 5° 35′ 12″ est    |       |
| Ensemble mégalithique de Kerdruellan                            | Belz                                | Morbihan             | Bretagne                   | classé     | « PA56000060 », notice no PA56000060 | 47° 40′ 22″ nord, 3° 11′ 28″ ouest  |       |
| Station de sauvetage en mer                                     | Étel                                | Morbihan             | Bretagne                   | inscrit    | « PA56000067 », notice no PA56000067 | 47° 39′ 18″ nord, 3° 12′ 24″ ouest  |       |
| Chapelle Saint-Germain                                          | Séglien                             | Morbihan             | Bretagne                   | inscrit    | « PA56000068 », notice no PA56000068 | 48° 06′ 00″ nord, 3° 11′ 34″ ouest  |       |
| Église Saint-Martin d'Hayange                                   | Hayange                             | Moselle              | Grand Est                  | inscrit    | « PA57000031 », notice no PA57000031 | 49° 19′ 45″ nord, 6° 03′ 48″ est    |       |
| Temple protestant de Nilvange                                   | Nilvange                            | Moselle              | Grand Est                  | inscrit    | « PA57000032 », notice no PA57000032 | 49° 20′ 33″ nord, 6° 02′ 44″ est    |       |
| Forges de Forgeneuve                                            | Coulanges-lès-Nevers                | Nièvre               | Bourgogne-Franche-Comté    | inscrit    | « PA00113058 », notice no PA00113058 | 47° 00′ 34″ nord, 3° 11′ 51″ est    |       |
| Château de Fertot                                               | Gimouille                           | Nièvre               | Bourgogne-Franche-Comté    | inscrit    | « PA58000033 », notice no PA58000033 | 46° 55′ 49″ nord, 3° 05′ 39″ est    |       |
| Forges de Chailloy                                              | Suilly-la-Tour                      | Nièvre               | Bourgogne-Franche-Comté    | inscrit    | « PA58000031 », notice no PA58000031 | 47° 19′ 34″ nord, 3° 06′ 13″ est    |       |
| Château de Luanges                                              | Urzy                                | Nièvre               | Bourgogne-Franche-Comté    | inscrit    | « PA58000032 », notice no PA58000032 | 47° 01′ 26″ nord, 3° 11′ 47″ est    |       |
| Château dit de l'Abbaye et parc de l'ancienne abbaye de Cysoing | Cysoing                             | Nord                 | Hauts-de-France            | inscrit    | « PA59000139 », notice no PA59000139 | 50° 33′ 53″ nord, 3° 12′ 52″ est    |       |
| Maison                                                          | Lille                               | Nord                 | Hauts-de-France            | inscrit    | « PA59000140 », notice no PA59000140 | 50° 38′ 21″ nord, 3° 03′ 48″ est    |       |
| Ferme de Meurchin                                               | Sailly-lez-Lannoy                   | Nord                 | Hauts-de-France            | inscrit    | « PA59000138 », notice no PA59000138 | 50° 39′ 05″ nord, 3° 13′ 49″ est    |       |
| Pavillon du Tillet                                              | Cires-lès-Mello                     | Oise                 | Hauts-de-France            | inscrit    | « PA60000077 », notice no PA60000077 | 49° 15′ 31″ nord, 2° 19′ 53″ est    |       |
| Chapelle Notre-Dame-des-Monts de Verberie                       | Verberie                            | Oise                 | Hauts-de-France            | inscrit    | « PA60000075 », notice no PA60000075 | 49° 18′ 13″ nord, 2° 43′ 35″ est    |       |
| Château de Verderonne                                           | Verderonne                          | Oise                 | Hauts-de-France            | inscrit    | « PA00114946 », notice no PA00114946 | 49° 19′ 58″ nord, 2° 29′ 37″ est    |       |
| Ferme du Boulanc                                                | Verderonne                          | Oise                 | Hauts-de-France            | inscrit    | « PA60000076 », notice no PA60000076 | 49° 19′ 54″ nord, 2° 29′ 39″ est    |       |
| Hôtel du Grand Cerf                                             | Alençon                             | Orne                 | Normandie                  | inscrit    | « PA61000056 », notice no PA61000056 | 48° 25′ 55″ nord, 0° 05′ 25″ est    |       |
| Château de Beaufossé                                            | Essay                               | Orne                 | Normandie                  | inscrit    | « PA61000055 », notice no PA61000055 | 48° 33′ 15″ nord, 0° 15′ 31″ est    |       |
| Fondation Avicenne                                              | 14e arrondissement de Paris         | Paris                | Île-de-France              | inscrit    | « PA75140012 », notice no PA75140012 | 48° 49′ 04″ nord, 2° 20′ 06″ est    |       |
| Chapelle du Père-Lachaise                                       | 20e arrondissement de Paris         | Paris                | Île-de-France              | classé     | « PA00086780 », notice no PA00086780 | 48° 51′ 40″ nord, 2° 23′ 34″ est    |       |
| Panthéon                                                        | 5e arrondissement de Paris          | Paris                | Île-de-France              | classé     | « PA00088420 », notice no PA00088420 | 48° 50′ 46″ nord, 2° 20′ 46″ est    |       |
| Immeuble                                                        | 6e arrondissement de Paris          | Paris                | Île-de-France              | inscrit    | « PA00088551 », notice no PA00088551 | 48° 51′ 21″ nord, 2° 20′ 02″ est    |       |
| Immeuble                                                        | 6e arrondissement de Paris          | Paris                | Île-de-France              | inscrit    | « PA75060008 », notice no PA75060008 | 48° 51′ 16″ nord, 2° 20′ 24″ est    |       |
| Hôtel de Samuel Bernard                                         | 7e arrondissement de Paris          | Paris                | Île-de-France              | inscrit    | « PA00088737 », notice no PA00088737 | 48° 51′ 24″ nord, 2° 19′ 35″ est    |       |
| Hôtel de Stahrenberg                                            | 7e arrondissement de Paris          | Paris                | Île-de-France              | inscrit    | « PA75070004 », notice no PA75070004 | 48° 51′ 35″ nord, 2° 19′ 29″ est    |       |
| Immeuble                                                        | 9e arrondissement de Paris          | Paris                | Île-de-France              | inscrit    | « PA75090005 », notice no PA75090005 | 48° 52′ 40″ nord, 2° 20′ 18″ est    |       |
| Nécropole mérovingienne de Quiéry-la-Motte                      | Quiéry-la-Motte                     | Pas-de-Calais        | Hauts-de-France            | inscrit    | « PA62000073 », notice no PA62000073 | 50° 22′ 11″ nord, 2° 58′ 33″ est    |       |
| Villa Le Paradou                                                | Châtel-Guyon                        | Puy-de-Dôme          | Auvergne-Rhône-Alpes       | inscrit    | « PA63000090 », notice no PA63000090 | 45° 55′ 17″ nord, 3° 03′ 44″ est    |       |
| Château de Saint-Genès-l'Enfant                                 | Malauzat                            | Puy-de-Dôme          | Auvergne-Rhône-Alpes       | inscrit    | « PA63000091 », notice no PA63000091 | 45° 52′ 35″ nord, 3° 03′ 50″ est    |       |
| Église Saint-Esprit de Bayonne                                  | Bayonne                             | Pyrénées-Atlantiques | Nouvelle-Aquitaine         | inscrit    | « PA00084334 », notice no PA00084334 | 43° 29′ 45″ nord, 1° 28′ 13″ ouest  |       |
| Église Saint-Jacques-le-Majeur de Béost                         | Béost                               | Pyrénées-Atlantiques | Nouvelle-Aquitaine         | inscrit    | « PA00084353 », notice no PA00084353 | 42° 59′ 38″ nord, 0° 24′ 52″ ouest  |       |
| Église Saint-Martin d'Espès                                     | Espès-Undurein                      | Pyrénées-Atlantiques | Nouvelle-Aquitaine         | inscrit    | « PA64000069 », notice no PA64000069 | 43° 16′ 03″ nord, 0° 52′ 46″ ouest  |       |
| Château Bijou                                                   | Labastide-Villefranche              | Pyrénées-Atlantiques | Nouvelle-Aquitaine         | classé     | « PA64000059 », notice no PA64000059 | 43° 27′ 20″ nord, 1° 01′ 18″ ouest  |       |
| Église Sainte-Madeleine de La Magdeleine                        | Saint-Jean-le-Vieux                 | Pyrénées-Atlantiques | Nouvelle-Aquitaine         | inscrit    | « PA00084504 », notice no PA00084504 | 43° 09′ 57″ nord, 1° 13′ 04″ ouest  |       |
| Maison Mokopeïta                                                | Ustaritz                            | Pyrénées-Atlantiques | Nouvelle-Aquitaine         | inscrit    | « PA64000070 », notice no PA64000070 | 43° 23′ 37″ nord, 1° 27′ 04″ ouest  |       |
| Rocher gravé de Fornols                                         | Campôme                             | Pyrénées-Orientales  | Occitanie                  | classé     | « PA00104181 », notice no PA00104181 | 42° 38′ 10″ nord, 2° 22′ 47″ est    |       |
| Couvent des dominicains de Collioure                            | Collioure                           | Pyrénées-Orientales  | Occitanie                  | inscrit    | « PA00104001 », notice no PA00104001 | 42° 31′ 25″ nord, 3° 05′ 15″ est    |       |
| Four solaire de Mont-Louis                                      | Mont-Louis                          | Pyrénées-Orientales  | Occitanie                  | inscrit    | « PA66000020 », notice no PA66000020 | 42° 30′ 27″ nord, 2° 07′ 16″ est    |       |
| Îlet à Guillaume                                                | Saint-Denis                         | La Réunion           | La Réunion                 | inscrit    | « PA97400097 », notice no PA97400097 | 20° 56′ 58″ sud, 55° 24′ 42″ est    |       |
| Domaine de La Poncetière                                        | Saint-Paul                          | La Réunion           | La Réunion                 | inscrit    | « PA97400098 », notice no PA97400098 | 20° 58′ 36″ sud, 55° 17′ 57″ est    |       |
| Propriété Mon Repos                                             | Saint-Pierre                        | La Réunion           | La Réunion                 | inscrit    | « PA97400071 », notice no PA97400071 | 21° 18′ 44″ sud, 55° 27′ 36″ est    |       |
| Observatoire de Lyon                                            | Saint-Genis-Laval                   | Rhône                | Auvergne-Rhône-Alpes       | classé     | « PA69000033 », notice no PA69000033 | 45° 41′ 41″ nord, 4° 46′ 57″ est    |       |
| Mausolée paléochrétien de Sainte-Colombe-lès-Vienne             | Sainte-Colombe                      | Rhône                | Auvergne-Rhône-Alpes       | classé     | « PA69000034 », notice no PA69000034 | 45° 31′ 25″ nord, 4° 52′ 03″ est    |       |
| Maison                                                          | Tassin-la-Demi-Lune                 | Rhône                | Auvergne-Rhône-Alpes       | classé     | « PA69000014 », notice no PA69000014 | 45° 45′ 09″ nord, 4° 45′ 49″ est    |       |
| Château d'Allerey                                               | Allerey-sur-Saône                   | Saône-et-Loire       | Bourgogne-Franche-Comté    | inscrit    | « PA71000047 », notice no PA71000047 | 46° 54′ 22″ nord, 4° 59′ 05″ est    |       |
| Château de Besanceuil                                           | Bonnay                              | Saône-et-Loire       | Bourgogne-Franche-Comté    | inscrit    | « PA71000048 », notice no PA71000048 | 46° 32′ 47″ nord, 4° 36′ 22″ est    |       |
| Briqueterie des Touillards-Vairet-Baudot                        | Ciry-le-Noble                       | Saône-et-Loire       | Bourgogne-Franche-Comté    | inscrit    | « PA71000049 », notice no PA71000049 | 46° 35′ 58″ nord, 4° 17′ 24″ est    |       |
| Autogare de la S.T.A.O.                                         | Le Mans                             | Sarthe               | Pays de la Loire           | inscrit    | « PA72000040 », notice no PA72000040 | 48° 00′ 00″ nord, 0° 11′ 47″ est    |       |
| Manoir de Bernay                                                | Montreuil-le-Chétif                 | Sarthe               | Pays de la Loire           | inscrit    | « PA72000038 », notice no PA72000038 | 48° 13′ 59″ nord, 0° 01′ 58″ ouest  |       |
| Logis du Plessis-Roland                                         | Précigné                            | Sarthe               | Pays de la Loire           | inscrit    | « PA72000039 », notice no PA72000039 | 47° 44′ 25″ nord, 0° 20′ 17″ ouest  |       |
| Église Saint-Denis de Saint-Denis-des-Coudrais                  | Saint-Denis-des-Coudrais            | Sarthe               | Pays de la Loire           | inscrit    | « PA72000041 », notice no PA72000041 | 48° 08′ 59″ nord, 0° 30′ 22″ est    |       |
| Parc floral des Thermes                                         | Aix-les-Bains                       | Savoie               | Auvergne-Rhône-Alpes       | inscrit    | « PA73000014 », notice no PA73000014 | 45° 41′ 17″ nord, 5° 54′ 53″ est    |       |
| Château                                                         | Fontainebleau                       | Seine-et-Marne       | Île-de-France              | classé     | « PA00086975 », notice no PA00086975 | 48° 24′ 07″ nord, 2° 41′ 53″ est    |       |
| Château de Noyen                                                | Noyen-sur-Seine                     | Seine-et-Marne       | Île-de-France              | inscrit    | « PA00087182 », notice no PA00087182 | 48° 27′ 15″ nord, 3° 21′ 11″ est    |       |
| Château de Silleron                                             | Angiens                             | Seine-Maritime       | Normandie                  | inscrit    | « PA76000082 », notice no PA76000082 | 49° 50′ 00″ nord, 0° 48′ 42″ est    |       |
| Chapelle Saint-Julien de Flainville                             | Le Bourg-Dun                        | Seine-Maritime       | Normandie                  | classé     | « PA00100579 », notice no PA00100579 | 49° 52′ 58″ nord, 0° 53′ 45″ est    |       |
| Château de Trébons                                              | Grainville-Ymauville                | Seine-Maritime       | Normandie                  | inscrit    | « PA76000085 », notice no PA76000085 | 49° 39′ 43″ nord, 0° 24′ 55″ est    |       |
| Manoir du Hanouard                                              | Le Hanouard                         | Seine-Maritime       | Normandie                  | inscrit    | « PA76000083 », notice no PA76000083 | 49° 43′ 52″ nord, 0° 39′ 27″ est    |       |
| Église Saint-Nicolas de Pommeréval                              | Pommeréval                          | Seine-Maritime       | Normandie                  | inscrit    | « PA76000081 », notice no PA76000081 | 49° 44′ 29″ nord, 1° 19′ 11″ est    |       |
| Manoir de l'Église                                              | Varengeville-sur-Mer                | Seine-Maritime       | Normandie                  | inscrit    | « PA76000084 », notice no PA76000084 | 49° 54′ 51″ nord, 0° 58′ 54″ est    |       |
| Hôtel particulier                                               | Amiens                              | Somme                | Hauts-de-France            | inscrit    | « PA80000059 », notice no PA80000059 | 49° 53′ 25″ nord, 2° 17′ 56″ est    |       |
| Maisons                                                         | Amiens                              | Somme                | Hauts-de-France            | inscrit    | « PA80000060 », notice no PA80000060 | 49° 53′ 41″ nord, 2° 18′ 27″ est    |       |
| Château d'Essertaux                                             | Essertaux                           | Somme                | Hauts-de-France            | inscrit    | « PA00116145 », notice no PA00116145 | 49° 44′ 27″ nord, 2° 14′ 23″ est    |       |
| Cité-jardin du Château Tourtier                                 | Longueau                            | Somme                | Hauts-de-France            | inscrit    | « PA80000061 », notice no PA80000061 | 49° 52′ 33″ nord, 2° 20′ 57″ est    |       |
| Château de Quevauvillers                                        | Quevauvillers                       | Somme                | Hauts-de-France            | inscrit    | « PA80000062 », notice no PA80000062 | 49° 49′ 32″ nord, 2° 04′ 48″ est    |       |
| Église Saint-Denis de Senarpont                                 | Senarpont                           | Somme                | Hauts-de-France            | inscrit    | « PA80000058 », notice no PA80000058 | 49° 53′ 19″ nord, 1° 42′ 59″ est    |       |
| Maison familiale du colonel Du Pin                              | Lasgraïsses                         | Tarn                 | Occitanie                  | inscrit    | « PA81000033 », notice no PA81000033 | 43° 49′ 12″ nord, 2° 02′ 23″ est    |       |
| Église Saint-Thomas-de-Cantorbéry de Lagarde-Viaur              | Montirat                            | Tarn                 | Occitanie                  | inscrit    | « PA81000034 », notice no PA81000034 | 44° 10′ 45″ nord, 2° 03′ 36″ est    |       |
| Église Saint-Pierre de Peyregoux                                | Peyregoux                           | Tarn                 | Occitanie                  | inscrit    | « PA81000037 », notice no PA81000037 | 43° 42′ 03″ nord, 2° 12′ 11″ est    |       |
| Maison                                                          | Réalmont                            | Tarn                 | Occitanie                  | inscrit    | « PA81000035 », notice no PA81000035 | 43° 46′ 31″ nord, 2° 11′ 23″ est    |       |
| Église Saint-Paul de Saint-Paul-Cap-de-Joux                     | Saint-Paul-Cap-de-Joux              | Tarn                 | Occitanie                  | inscrit    | « PA81000036 », notice no PA81000036 | 43° 38′ 53″ nord, 1° 58′ 31″ est    |       |
| Ferme d'Endivalot                                               | Beaumont-de-Lomagne                 | Tarn-et-Garonne      | Occitanie                  | inscrit    | « PA82000024 », notice no PA82000024 | 43° 52′ 03″ nord, 0° 58′ 58″ est    |       |
| Club des Espérances                                             | Ermont                              | Val-d'Oise           | Île-de-France              | inscrit    | « PA95000017 », notice no PA95000017 | 48° 59′ 31″ nord, 2° 14′ 52″ est    |       |
| Gymnase Léopold-Bellan                                          | Bry-sur-Marne                       | Val-de-Marne         | Île-de-France              | inscrit    | « PA94000022 », notice no PA94000022 | 48° 50′ 48″ nord, 2° 31′ 22″ est    |       |
| Rêve de l'Oiseau                                                | Le Plan-de-la-Tour                  | Var                  | Provence-Alpes-Côte d'Azur | classé     | « PA83000017 », notice no PA83000017 | 43° 20′ 15″ nord, 6° 30′ 30″ est    |       |
| Cimetière juif de L'Isle-sur-la-Sorgue                          | L'Isle-sur-la-Sorgue                | Vaucluse             | Provence-Alpes-Côte d'Azur | inscrit    | « PA84000051 », notice no PA84000051 | 43° 54′ 41″ nord, 5° 01′ 34″ est    |       |
| Château de l'Ilôt-les-Tours                                     | Nalliers                            | Vendée               | Pays de la Loire           | inscrit    | « PA85000033 », notice no PA85000033 | 46° 29′ 16″ nord, 1° 02′ 06″ ouest  |       |
| Château de Nesmy                                                | Nesmy                               | Vendée               | Pays de la Loire           | inscrit    | « PA85000034 », notice no PA85000034 | 46° 35′ 45″ nord, 1° 24′ 17″ ouest  |       |
| Prieuré de Réaumur                                              | Réaumur                             | Vendée               | Pays de la Loire           | inscrit    | « PA85000004 », notice no PA85000004 | 46° 43′ 10″ nord, 0° 48′ 01″ ouest  |       |
| Chapelle funéraire de Mazeuil                                   | Mazeuil                             | Vienne               | Nouvelle-Aquitaine         | inscrit    | « PA86000035 », notice no PA86000035 | 46° 47′ 19″ nord, 0° 04′ 59″ est    |       |
| Château de Morthemer                                            | Valdivienne                         | Vienne               | Nouvelle-Aquitaine         | inscrit    | « PA00105752 », notice no PA00105752 | 46° 28′ 29″ nord, 0° 36′ 44″ est    |       |
| Maisons                                                         | Valdivienne                         | Vienne               | Nouvelle-Aquitaine         | inscrit    | « PA86000036 », notice no PA86000036 | 46° 28′ 23″ nord, 0° 36′ 46″ est    |       |
| Château du Saulce                                               | Escolives-Sainte-Camille            | Yonne                | Bourgogne-Franche-Comté    | inscrit    | « PA89000041 », notice no PA89000041 | 47° 43′ 23″ nord, 3° 37′ 09″ est    |       |
| Port-Royal des Champs                                           | Magny-les-Hameaux                   | Yvelines             | Île-de-France              | classé     | « PA00087488 », notice no PA00087488 | 48° 44′ 53″ nord, 2° 00′ 55″ est    |       |